# Dicaelotus longulator
Dicaelotus longulator là một loài tò vò trong họ Ichneumonidae.